# Adolfo Venturi
Adolfo Venturi (Módena, 4 de septiembre de 1856 - Santa Margherita Ligure, Provincia de Génova, 10 de junio de 1941) fue un historiador del arte italiano.
Fundador de la disciplina histórico-artística a nivel universitario en Italia. Su mayor proyecto fue el de la Historia del arte italiano, de varios volúmenes, y que por desgracia quedó interrumpida en el siglo XVI.
Entre sus discípulos destacaron Pietro Toesca y Roberto Longhi.
La Universidad de La Sapienza de Roma organizó en el año 2006 un importante congreso para recordar los 150 años desde su nacimiento.